# Manuel Ferrand Murillo
Manuel Murillo Ferrand (Sevilla, 1925 - 31 d'agost de 1985) va ser un professor, escriptor i periodista espanyol, guanyador del Premi Planeta en 1968.

## Biografia
Llicenciat en filosofia i lletres per la Universitat de Sevilla. Treballava com a catedràtic d'Història de l'Escultura i Pintura a la Facultat de Belles Arts de la Universitat de Sevilla, tasca que compaginava amb el periodisme. Arribaria a ser responsable de la secció literària del diari ABC de Sevilla i fins i tot va col·laborar a la Codorniz.
Com a escriptor, se'l considera testimoni clar de la vida rural andalusa, i formà part de l'esclat de la narrativa de temàtica andalusa (els narraluces) amb Alfonso Grosso, José Manuel Caballero Bonald, José Luis Ortiz de Lanzagorta i Julio Manuel de la Rosa, entre d'altres. La seva primera incursió literària, El otro bando, va obtenir el Premi Elisenda de Moncada i el Platero de Plata de l'Ateneu de Sevilla i el 1968 va guanyar el Premi Planeta amb Con la noche a cuestas. Posteriorment ha escrit guies sobre Sevilla.

## Obres
- El otro bando (1967) Premi Elisenda de Montcada de l'Ateneu de Sevilla
- Con la noche a cuestas (1968)
- La sotana colgada (1970)
- Quebranto y ventura del caballero Gaiferos (1973)
- La forastera (1974)
- Los farsantes (1975)
- Calles de Sevilla (amb fotografies d'Alberto Viñals, 1976)
- El negocio del siglo (1977)
- La naturaleza en Sevilla (1977)
- Los iluminados (1982)
- Gastronomía sevillana (1985)